# مستشفى سبيتار
أسبيتار (بالإنجليزية: ASPETAR)‏ أسبيتار هو مستشفى متخصص في طب العظام والطب الرياضي وهو من بين مرافق المدينة الرياضية. بدءا من العمليات في عام 2007 كان أول مستشفى للطب الرياضي في منطقة الشرق الأوسط. حصل على الاعتماد كمركز الفيفا الطبي للتميز في عام 2009. ينشر المستشفى مجلة بعنوان مجلة سبيتار للطب الرياضي.

## تاريخ
سبيتار هو أول مستشفى متخصص في جراحة العظام والطب الرياضي في منطقة الخليج. يوفر أعلى علاج طبي ممكن للإصابات ذات الصلة بالرياضة في منشأة حديثة، يعمل بها بعض ممارسي وباحثي الطب الرياضي الرائدين في العالم، من خلال التميز في الطب الرياضي والعلاج الطبيعي وعلوم الرياضة وجراحة العظام وإعادة التأهيل، يقدم سبيتار خدمات كرة القدم والأندية والاتحادات الرياضية في جميع أنحاء دولة قطر، ويخدم بانتظام الرياضيين الدوليين والرياضيين المحترفين.

### 2009
تم اعتماد سبيتار كـ «مركز امتياز طبي فيفا» من قبل أف - مارس (بالإنجليزية: F-MARC)‏ و «مركز أبحاث اللجنة الأولمبية الدولية للوقاية من الإصابات وحماية صحة الرياضيين» في عام 2014.

### 2015
تم الاعتراف بمستشفى سبيتار باعتباره «المركز المرجعي للاتحاد الدولي للهندسة الريفية لصحة الرياضيين والحكام».
يوفر سبيتار خدمة كاملة من الوقاية من الإصابات إلى إدارة الإصابات وتحسين الأداء. تتمثل فلسفة سبيتار في تزويد الرياضيين بالدعم الإكلينيكي والمعرفة والتسهيلات لتحقيق أقصى قدر من التدريب والقدرة التنافسية. يتم تحقيق ذلك من خلال برامج تعليمية مخصصة ودعم في مجالات الصحة بما في ذلك تقييم اللياقة البدنية والتغذية وعلم النفس وعلم وظائف الأعضاء والتدريب البدني، يسعى المستشفى جاهدًا لتلبية أعلى المعايير الدولية التي يمكن الحصول عليها في علاج إصابات العضلات والهيكل العظمي ويجمع بين أفضل الممارسات وأحدث التقنيات لتوجيه الرياضيين من التشخيص إلى إعادة التأهيل والشفاء. تجمع فرقنا المكونة من باحثين وأطباء متخصصين بين المنهجيات الرائدة مع أحدث التقنيات لتزويد الرياضيين بالصحة الكاملة والإدارة البدنية واستراتيجيات الأداء، يقع سبيتار في منطقة أسباير زون، وهو مجمع ترفيهي حديث متعدد الأغراض استضاف دورة الألعاب الآسيوية في الدوحة 2006.

## الروابط الخارجية
- موقع اسبيتار الرسمي